# Ormyrus parvulus
Ormyrus parvulus är en stekelart som beskrevs av Zerova 1985. Ormyrus parvulus ingår i släktet Ormyrus och familjen kägelglanssteklar. Inga underarter finns listade i Catalogue of Life.